# Relais 4 × 100 mètres féminin aux Jeux olympiques d'été de 1992 (athlétisme)
Pour un article plus général, voir Athlétisme aux Jeux olympiques d'été de 1992.
Navigation
Séoul 1988 Atlanta 1996
L'épreuve du relais 4 × 100 mètres féminin aux Jeux olympiques de 1992 s'est déroulée les 7 et 8 août 1992 au Stade olympique de Montjuic de Barcelone, en Espagne. Elle est remportée par l'équipe des États-Unis (Evelyn Ashford, Esther Jones, Carlette Guidry et Gwen Torrence).

## Résultats

### Finale
| Rang               | Athlète                                                                          | Pays                        | Temps   |
| ------------------ | -------------------------------------------------------------------------------- | --------------------------- | ------- |
| Médaille d'or      | Evelyn Ashford Esther Jones Carlette Guidry Gwen Torrence                        | États-Unis                  | 42 s 11 |
| Médaille d'argent  | Olga Bogoslovskaya Galina Malchugina Marina Trandenkova Irina Privalova          | Équipe unifiée de l’ex-URSS | 42 s 16 |
| Médaille de bronze | Beatrice Utondu Faith Idehen Christy Opara-Thompson Mary Onyali                  | Nigeria                     | 42 s 81 |
| 4                  | Patricia Girard Odiah Sidibé Laurence Bily Marie-José Pérec                      | France                      | 42 s 85 |
| 5                  | Andrea Philipp Silke Knoll Andrea Thomas Sabine Gunther                          | Allemagne                   | 43 s 12 |
| 6                  | Melissa Moore Melinda Gainsford Kathy Sambell Kerry Johnson                      | Australie                   | 43 s 77 |
| 7                  | Michelle Freeman Juliet Cuthbert Dahlia Duhaney Merlene Ottey                    | Jamaïque                    | DNF     |
| 8                  | Eusebia Riquelme Terrazon Aliuska Lopez Idalmis Bonne Rauseak Liliana Allen Doll | Cuba                        | DNF     |

## Légende
Records et Performances
- AR : Record continental (area record)
- CR : Record des championnats (championship record)
- MR : Record du meeting (meet record)
- NR : Record national (national record)
- OR : Record olympique (olympic record)
- PR : Record paralympique (paralympic record)
- PB : Record personnel (personal best)
- SB : Meilleure performance personnelle de la saison (season's best)
- WL : Meilleure performance mondiale de l'année (world leader)
- WJR : Record du monde junior (world junior record)
- WR : Record du monde (world record)

Circonstances et Conditions
- DNF : N'a pas terminé (did not finish)
- DNS : N'a pas pris le départ (did not start)
- DQ : Disqualification (disqualification)
- NM : Aucun essai valable enregistré (No Mark)
- Q : Qualifié « directement » au prochain tour (ou à la prochaine compétition), lors d'une compétition majeure, grâce au classement ou à la réalisation des minima (automatic qualifier)
- q : Qualifié au prochain tour (ou à la prochaine compétition), lors d'une compétition majeure, grâce au repêchage ou à la réalisation de l'une des meilleures performances parmi celles des « non qualifiés directement » (grâce au meilleur temps ou à la meilleure distance par exemple) (secondary qualifier)